# جد علي
جد علي قرية ساحلية تقع على شاطئ خليج توبلي جنوب المنامة عاصمة مملكة البحرين ضمن محافظة العاصمة. من المعروف وجود مطاعم متعددة تقدم مجموعة متنوعة من المأكولات العربية المحلية وكذلك الوجبات السريعة.
بها 3 مآتم للرجال و7 مساجد.
مآتم جدعلي:
1- مأتم جدعلي
2- مأتم الإمام الباقر
3- مأتم العلوي
مساجد جدعلي:
1- مسجد الحرم
2- مسجد العلوي
3- مسجد الشيخ صفوان
4- مسجد الأربش
5- مسجد القائم
6- مسجد الإمام الباقر
7- جامع الشيخة شيخة بنت ناصر السويدي (الأوقاف السنية)  
فتحت شركة البحرين المالية فرعها في القرية في أبريل 2012.